# Serjania crassifolia
Serjania crassifolia är en kinesträdsväxtart som beskrevs av Ludwig Radlkofer. Serjania crassifolia ingår i släktet Serjania och familjen kinesträdsväxter. Inga underarter finns listade i Catalogue of Life.